# Naabkreis

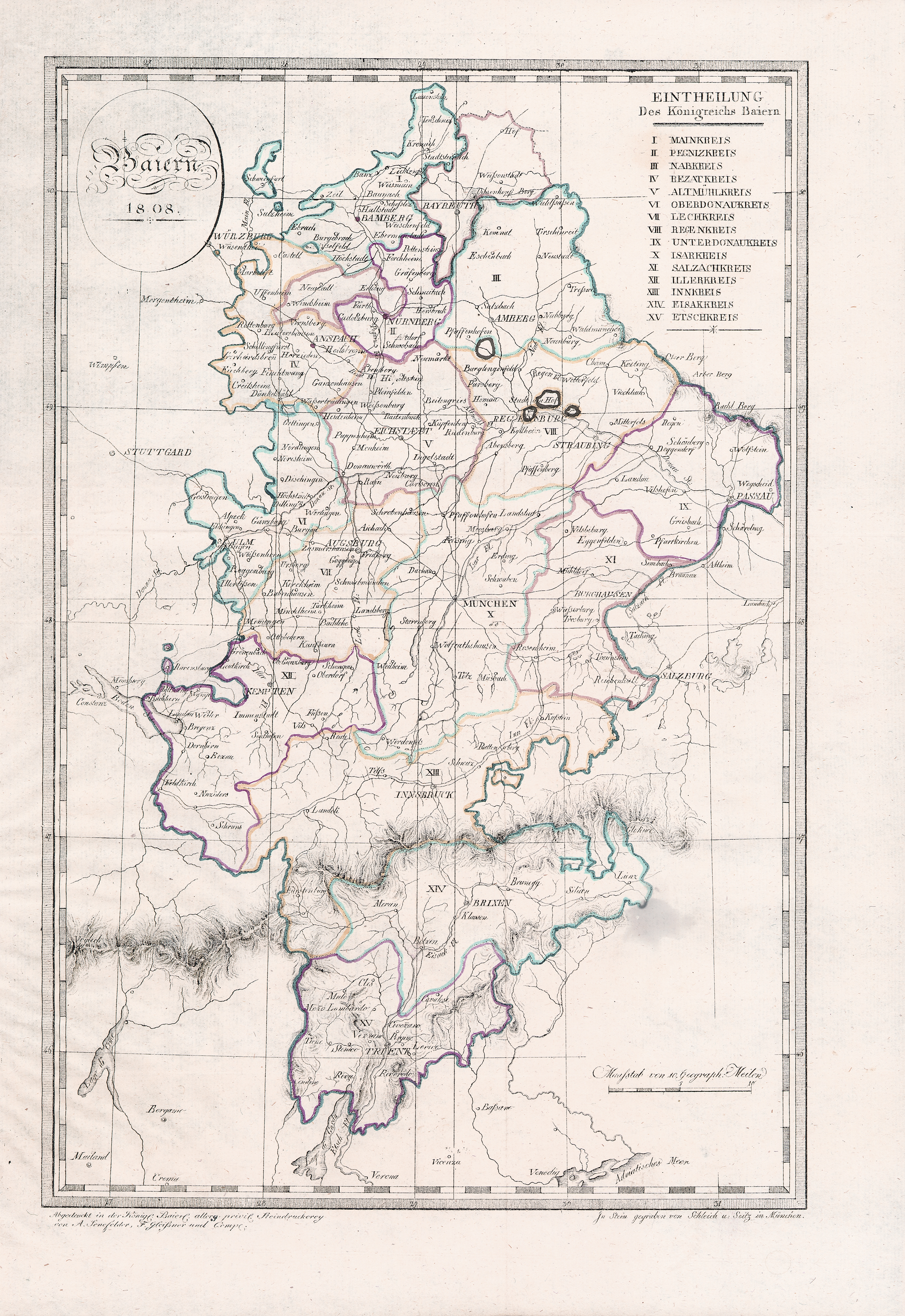
Bayerns Einteilung in Kreise im Jahr 1808

Der Naabkreis (in alternativer, meist älterer Schreibweise Nabkreis) mit der Hauptstadt Amberg war einer der Kreise des 1806 gegründeten Königreichs Bayern.

## Geschichte
Im Jahr 1808 kam es zu einer grundlegenden Neuordnung der Verwaltung Bayerns, die von Maximilian von Montgelas initiiert wurden. Montgelas war damals der leitende Minister des zwei Jahre zuvor gegründeten Königreichs Bayern. Im Rahmen dieser Reform wurde auch die mittlere Verwaltungsebene komplett umgestaltet, wobei die historisch gewachsenen Territorialeinheiten aufgelöst und stattdessen fünfzehn administrative Kreise geschaffen wurden, zu denen auch der Naabkreis gehörte. Der Naabkreis umfasste im Wesentlichen die bisherigen Territorien der Oberen Pfalz, von Pfalz-Sulzbach und der Landgrafschaft Leuchtenberg.
Der Naabkreis mit der Hauptstadt Amberg umfasste zwölf Landgerichte und seit 1809 die kreisunmittelbare Stadt Amberg. Bereits 1810 wurde er aufgelöst, der nördliche Teil wurde dem Mainkreis, der südliche Teil dem Regenkreis zugeteilt.

## Kreisunmittelbare Stadt
Amberg

## Landgerichte
Amberg, Eschenbach, Kastl, Kemnath, Nabburg, Neunburg vorm Wald, Neustadt a.d.Waldnaab, Pfaffenhofen, Sulzbach, Tirschenreuth, Treswitz, Vohenstrauß, Waldmünchen, Waldsassen